# Åby Nordic Monté Trophy
Åby Nordic Monté Trophy är ett montélopp för varmblod som rids på Åbytravet i Mölndal i slutet av juni varje år. Loppet rids över 2 140 meter med autostart, och förstapris är 300 000 kronor. Åbytravet är värd för flera stora montélopp, bland annat Monté-SM, Åby Stora Montépris och Paralympiamontén.
För att kvala in till loppet rids försökslopp på Bjerke, Solvalla, Åby och Charlottenlund.
Första upplagan av loppet reds den 28 juni 2018, och vanns av Be Mine de Houelle, riden av Marie Bacsich och tränad av Franck Leblanc.

## Vinnare
| År   | Häst               | Ryttare            | Tränare            | Odds  | Tid    |
| ---- | ------------------ | ------------------ | ------------------ | ----- | ------ |
| 2024 | Corps Et Ame       | Jonathan Carré     | Henk A.J. Grift    | 3,15  | 1.12,3 |
| 2023 | Corps Et Ame       | Louis Jublot       | Henk A.J. Grift    | 22,57 | 1.11,4 |
| 2022 | Mindyourvalue W.F. | Christina A. Hande | Robert Bergh       | 3,02  | 1.12,3 |
| 2021 | Mindyourvalue W.F. | Emilia Leo         | Robert Bergh       | 2,15  | 1.11,8 |
| 2020 | Hambo Transs R.    | Michelle Mönster   | Paul J. P. Hagoort | 1,90  | 1.12,2 |
| 2019 | Ladyofthelake      | Anna Erixon        | Lise-Lotte Nyström | 3,55  | 1.13,2 |
| 2018 | Be Mine de Houelle | Marie Bacsich      | Franck Leblanc     | 1,53  | 1.12,4 |